# Insomnia (film, 1997)
Insomnia är en norsk långfilm från 1997 i regi av Erik Skjoldbjærg. 

## Handling
Två kriminalinspektörer i norska KRIPOS anländer till Tromsø för att hjälpa den lokala polisen att lösa ett mord på en 15-årig flicka. Jonas Engström (Stellan Skarsgård) får problem med sömnen, då midnattssolen håller nätterna ljusa, och råkar oavsiktligt skjuta sin kollega.

## Om filmen
Premiär i Norge 14 mars 1997, USA 29 maj 1998 och i Sverige hade filmen TV-premiär 17 december 1999.

## Nyinspelning
2002 gjordes en amerikansk nyinspelning med regi av Christopher Nolan: Insomnia. Skådespelare var bland andra Al Pacino och Robin Williams.

## Roller (urval)
- Maria Mathiesen - Tanja Lorentzen
- Stellan Skarsgård - Jonas Engström
- Sverre Anker Ousdal - Erik Vik
- Gisken Armand - Hilde Hagen
- Kristian Figenschow - Arne Zakariassen
- Thor Michael Aamodt - Tom Engen
- Frode Rasmussen - Polischefen